# Storia dei Missionari Vincenziani nell'Italia Meridionale
Storia dei Missionari Vincenziani nell'Italia Meridionale narra la storia dei religiosi vincenziani e delle proprie vicissitudini in Italia meridionale dall'insediamento nel XVII secolo fino al Concilio Vaticano II.

## Le origini
Appena tredici anni dopo l'Istituzione della Congregazione a Parigi, un missionario giunto dalla Francia, Vincenzo de' Paoli, fondò una Casa vincenziana a Roma col compito di diffondere il carisma apostolico in Italia. Cinque anni più tardi toccava a Genova, per giungere a Napoli nel 1668. Qui, su disposizioni del vescovo Innico Caracciolo, trovarono una prima sistemazione presso l'ex convento dei Crociferi nell'attuale rione Sanità presso la via dei Vergini. Essendo cresciuta notevolmente l'attività dei religiosi, intenti sia all'assistenza morale che materiale del popolo, tra il 1707 ed il 1710, fu deciso l'ampliamento della Casa Provinciale, grazie anche alle donazioni della borghesia partenopea. All'epoca, li locali erano costituiti dal noviziato, lo studentato con a capo un direttore e la scuola apostolica formata da due prefetti. Il nuovo progetto, realizzato dall'arch. Giovanni Andrea Garagni, corrispondente all'attuale fisionomia, prevedeva anche una biblioteca ed una nuova sala per gli esercizi spirituali ai quali partecipò anche Alfonso Maria de' Liguori poco prima di vestire il pallio. Nel 1733 fu fondata la Congregazione dei chierici esterni col compito di accogliere i giovani che aspiravano al sacerdozio ma che non erano ancora inseriti stabilmente nell'ordine.

## Il Risorgimento
All'indomani della Rivoluzione francese, i vincenziani vissero un periodo di crisi e di tensioni dovute al ripetuto tentativo da parte della monarchia di Ferdinando I delle Due Sicilie di controllare l'operato dei religiosi. Fortunatamente Gioacchino Murat annullò tali provvedimenti liberticidi e permise ai vincenziani di sopravvivere. Nonostante l'odio antireligioso che si diffondeva in Europa, i vincenziani continuarono nella propria missione di assistenza religiosa della popolazione rurale e continuarono ad espandersi tanto che nel 1835 fu necessario fondare una nuova Casa a Napoli denominata “San Nicola di Tolentino” presso l'attuale corso Vittorio Emanuele a ridosso della collina del Vomero. I problemi tuttavia non erano finiti. Nel 1848 con la nuova ondata di movimenti rivoluzionari, Ferdinando II delle Due Sicilie si decise a concedere la Costituzione ed a sopprimere alcuni ordini primi fra tutti i Gesuiti. Nel 1857, intanto, vi fu un terremoto devastante che procurò notevoli danni alle strutture. Nel 1860 durante la guerra civile, la casa di S.Nicola di Tolentino fu occupata e saccheggiata dalle bande garibaldine, quella di Monopoli subì la medesima sorte. Qui e là i religiosi erano insultati e deportati altrove. A salvare la situazione furono le Figlie della carità che furono comprese nella lista delle “congregazioni operose” grazie al loro impegno di assistenza nelle carceri e che quindi furono esonerate dalla soppressione. Poiché queste erano sotto la direzione spirituale dei vincenziani, fu trovata una soluzione giudiziaria: i vincenziani avrebbero potuto continuare il proprio ministero a patto che avessero abbandonato le case di Napoli e San Nicola. I vincenziani, comunque, si opposero alla sentenza ed iniziarono una lunga battaglia legale conclusasi nel 1870 con la riappropriazione delle due case alle quali fu aggiunto l'ospizio per i mendicanti.

## Il XX secolo
Al 1900 la Congregazione dei Padri Vincenziani della Missione, fondata più di due secoli prima da San Vincenzo de' Paoli, contava a Napoli 89 membri maschili, di cui 39 coadiutori (laici), e ben 2000 Figlie della Carità. A capo vi era un Visitatore che coordinava le attività sia dei confratelli che delle suore. La vita dei religiosi proseguì senza soste fino al 15 luglio 1943 quando Napoli fu sconvolta dai bombardamenti americani durante la seconda guerra mondiale. La situazione non migliorò dopo la svolta di Salerno (dove era stata aperta una nuova casa il 1º settembre 1941) né il ritorno di Togliatti dall'Unione Sovietica il 4 marzo 1944: «la sola frazione di Santa Maria Infrante sul Garigliano, conquistata e perduta dagli alleati per ben diciassette volte tra il 12 e il 14 maggio 1944, uscì dalla battaglia completamente distrutta». Da segnalare, infine, l'erezione il 2 maggio 1960 di una Casa “S.Gioacchino” a via Orazio in Napoli e la sospensione, all'inizio degli anni settanta, degli esercizi spirituali, decidendo di dedicarsi esclusivamente alle missioni estere.
I vincenziani, infatti, si erano distinti da sempre per il carisma apostolico dedito al proselitismo nelle zone rurali e all'assistenza morale e materiali tra i ceti meno abbienti. Con l'assunzione dell'Italia a ruolo di potenza mondiale e colonizzatrice, le missioni vincenziane si estesero anche all'Africa. Il primo missionario fu inviato in Etiopia il 25 dicembre 1890 per assistere i feriti di Massawa. Altre missioni furono organizzate in Cina nel 1910, in Libia nel 1911, in Albania nel 1931, in Libano nel 1947. Ma il ciclo missionario più fortunato fu certamente quello organizzato in America a partire dagli anni venti in concomitanze con le grandi emigrazioni di italiani in quel paese. Qui furono costruite scuole e fabbriche per istruire i figli dei migranti. Il personale di queste strutture assunsero il titolo di missionary helpers.